# Вилотич, Милан
Ми́лан Ви́лотич (серб. Милан Вилотић / Milan Vilotić; 21 октября 1986, Белград, СФРЮ) — сербский футболист, защитник клуба «Санкт-Галлен». Выступал в сборной Сербии.

## Карьера

### Клубная
Воспитанник команды «Чукарички». Провёл в этой команде 80 игр, 5 раз отличился. В 2006 году отдавался в аренду белградской команде «Локомотива». С 2009 года выступает за «Црвену Звезду», подписав с ней трёхлетний контракт, однако по причине болезни был вынужден временно уйти из футбола. После возвращения в футбол Вилотич провёл ещё несколько матчей в составе красно-белых и даже стал обладателем Кубка Сербии. Тем не менее в конце сезона Вилотич был отстранён от тренировок с основным составом. Летом 2012 года Милан в статусе свободного агента переехал в швейцарский «Грассхоппер». В первом сезоне в Швейцарии Вилотич стал обладателем серебряных медалей чемпионата, а также победил в Кубке Швейцарии. В январе 2014 года перед самым закрытием периода трансферов Вилотич перешёл в состав «Янг Бойза». Сумма сделки составила € 2 млн.

#### Статистика
По состоянию на 2 апреля 2014
| Клуб             | Сезон            | Лига | Лига | Кубки | Кубки | Еврокубки | Еврокубки | Итого | Итого |
| Клуб             | Сезон            | Игры | Голы | Игры  | Голы  | Игры      | Голы      | Игры  | Голы  |
| ---------------- | ---------------- | ---- | ---- | ----- | ----- | --------- | --------- | ----- | ----- |
| Чукарички        | 2004/05          | 6    | 0    |       |       | 0         | 0         | 6     | 0     |
| Чукарички        | 2005/06          | 8    | 1    |       |       | 0         | 0         | 8     | 1     |
| Чукарички        | 2006/07          | 19   | 1    |       |       | 0         | 0         | 19    | 1     |
| Чукарички        | 2007/08          | 18   | 1    |       |       | 0         | 0         | 18    | 1     |
| Чукарички        | 2008/09          | 29   | 2    |       |       | 0         | 0         | 29    | 2     |
| Чукарички        | Итого            | 80   | 5    | 0     | 0     | 0         | 0         | 80    | 5     |
| Црвена Звезда    | 2009/10          | 28   | 2    |       |       | 2         | 0         | 30    | 2     |
| Црвена Звезда    | 2010/11          | 10   | 0    | 2     | 0     | 2         | 0         | 14    | 0     |
| Црвена Звезда    | 2011/12          | 9    | 0    | 1     | 0     | 3         | 0         | 13    | 0     |
| Црвена Звезда    | Итого            | 47   | 2    | 3     | 0     | 7         | 0         | 57    | 2     |
| Грассхоппер      | 2012/13          | 31   | 2    | 5     | 0     | 0         | 0         | 36    | 2     |
| Грассхоппер      | 2013/14          | 12   | 2    | 3     | 1     | 4         | 0         | 19    | 3     |
| Грассхоппер      | Итого            | 43   | 4    | 8     | 1     | 4         | 0         | 55    | 5     |
| Янг Бойз         | 2013/14          | 6    | 0    | 0     | 0     | 0         | 0         | 6     | 0     |
| Янг Бойз         | Итого            | 6    | 0    | 0     | 0     | 0         | 0         | 4     | 0     |
| Всего за карьеру | Всего за карьеру | 176  | 11   | 11    | 1     | 11        | 0         | 198   | 12    |

### В сборной
Вызывался в молодёжную сборную Сербии. Попал в финальный список игроков на чемпионат Европы 2009, играл под 21 номером. В апреле 2010 года вызывался Радомиром Античем на матч против Японии, но из-за проблем с желудком так и не сыграл. В сборной Сербии дебютировал в поединке против Австралии в 2011 году. В том же году Милан сыграл ещё в двух товарищеских матчах против сборных России и Гондураса.
| Матчи Милана Вилотича за сборную Сербии | Матчи Милана Вилотича за сборную Сербии | Матчи Милана Вилотича за сборную Сербии | Матчи Милана Вилотича за сборную Сербии | Матчи Милана Вилотича за сборную Сербии | Матчи Милана Вилотича за сборную Сербии | Матчи Милана Вилотича за сборную Сербии | Матчи Милана Вилотича за сборную Сербии |
| --------------------------------------- | --------------------------------------- | --------------------------------------- | --------------------------------------- | --------------------------------------- | --------------------------------------- | --------------------------------------- | --------------------------------------- |
| №                                       | Дата                                    | Место проведения                        | Оппонент                                | Счёт                                    | Голы                                    | Минуты                                  | Соревнование                            |
| 1                                       | 7 июня 2011                             | Мельбурн                                | Австралия                               | 0:0                                     | —                                       | 90’                                     | Товарищеский матч                       |
| 2                                       | 10 августа 2011                         | Москва                                  | Россия                                  | 0:1                                     | —                                       | 6’                                      | Товарищеский матч                       |
| 3                                       | 15 ноября 2011                          | Сан-Педро-Сула                          | Гондурас                                | 0:2                                     | —                                       | 23’                                     | Товарищеский матч                       |

Итог: 3 матча / 0 голов; 0 побед, 1 ничья, 2 поражения.

## Болезнь
В августе 2010 года после медицинского обследования врачи обнаружили у Милана рак правой лопатки, что угрожало его футбольной карьере и даже жизни. Милан был срочно отправлен в клинику в Болонье, где ему сделали операцию по удалению опухоли. После курса реабилитации в январе 2011 года врачи разрешили ему вернуться в спорт.

## Достижения
Командные
- Обладатель Кубка Сербии (2): 2009/10, 2011/12
- Обладатель Кубка Швейцарии: 2012/13

Личные
- Символическая сборная чемпионата Сербии: 2009/10